# Luna (Spanyolország)
Luna egy község Spanyolországban, Zaragoza tartományban, Aragónia autonóm közösségben. Luna Ejea de los Caballeros, Erla, Orés, El Frago, Agüero, Santa Eulalia de Gállego, Murillo de Gállego, Ardisa, Valpalmas, Piedratajada, Marracos, Gurrea de Gállego, Las Pedrosas, Sierra de Luna és Castejón de Valdejasa községekkel határos. Lakosainak száma 675 fő (2024).

## Népesség
A település népessége az utóbbi években az alábbiak szerint változott:
| Lakosok száma | 914  | 881  | 855  | 861  | 825  | 776  | 726  | 698  | 694  | 675  |
|               | 2001 | 2004 | 2007 | 2009 | 2012 | 2014 | 2017 | 2019 | 2022 | 2024 |